# Recht van Gortyn

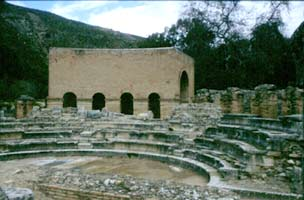
Het odeum waar de codex op aangetroffen werd.

Het recht van Gortyn was een Dorische wetgeving, met pre-Dorische elementen (zie Minoïsche beschaving) in verband met sommige godsdienstige tradities. De stad Gortys lag op het Griekse eiland Kreta.
Het gaat om een inscriptie op de muur van een regeringsgebouw of gerechtshof dat in de 1e eeuw werd omgebouwd tot odeum. De tekst was boustrophedisch geschreven: afwisselend van links naar rechts en van rechts naar links, omkerend zoals een os die het land ploegt.
Het beeld dat we krijgen van de maatschappij in Gortyn is typisch Dorisch: een sterk hiërarchisch gelaagde maatschappij, met onderscheid tussen vrijen, "horigen" en slaven. De tekst bevat wetten betreffende personen- en familierecht (onder andere adoptie, scheiding), zakenrecht, verbintenissenrecht (waaronder ook erfrecht) en strafrecht (onder meer in verband met verkrachting en overspel). Opvallend is dat een vrouw goederen in eigendom kan hebben en zonder voogd voor de rechtbank kan verschijnen.
De "codex van Gortyn" moet in de periode 480-450 v.Chr. te situeren zijn, ongeveer gelijktijdig met de invoering van de geldeconomie op Kreta (ca. 470 v.Chr.). Door de versterkte handelseconomie en het verhoogde privébezit zal men de nood gevoeld hebben om het gewoonterecht vast te leggen. Het is mogelijk dat sommige wetten teruggaan tot de 7e eeuw v.Chr. Opvallend is ook dat er geen naam verbonden is aan de "codex van Gortyn".

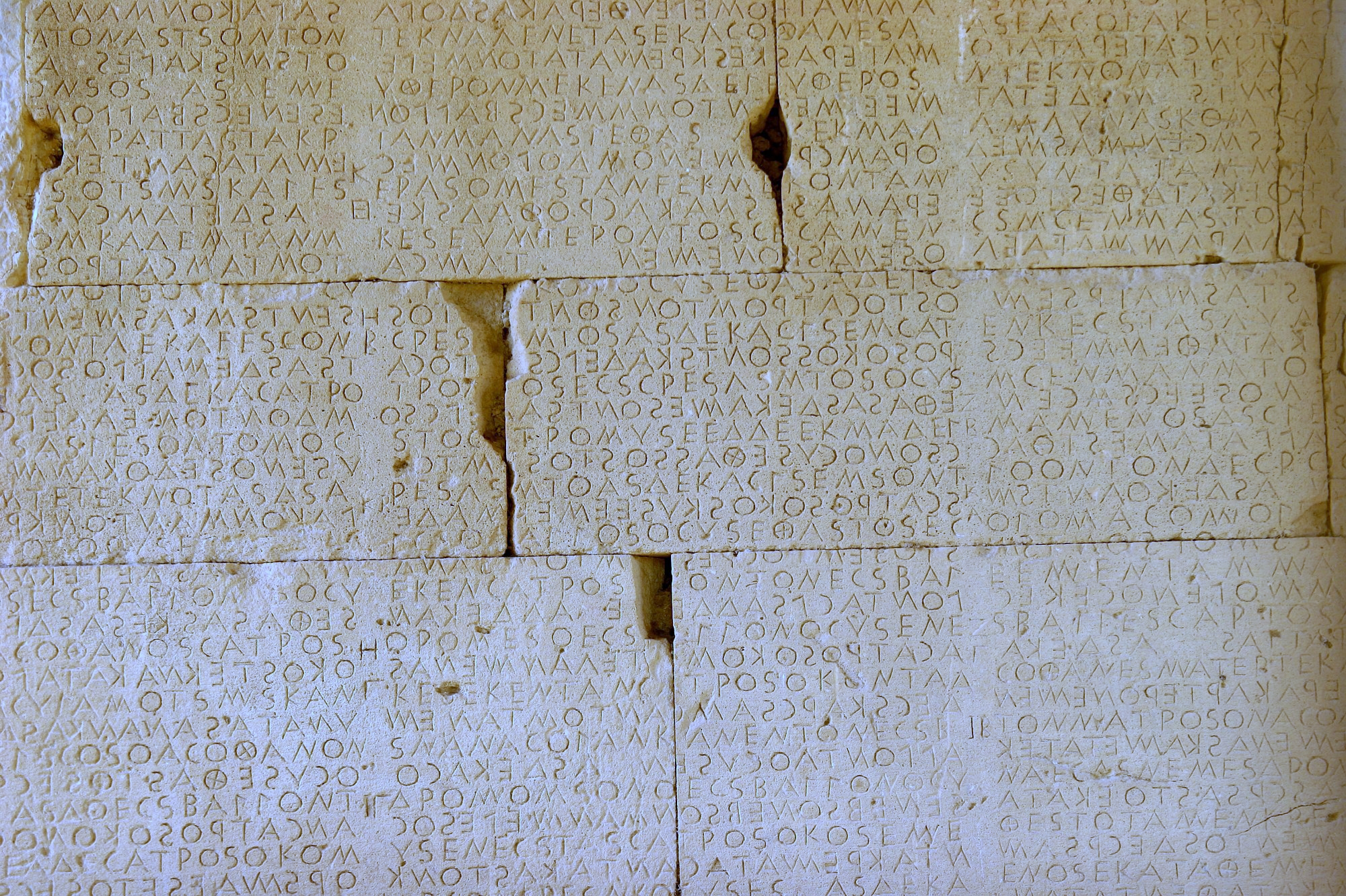
Het "Recht van Gortyn

## Nederlandse vertaling
- Jos Keelhoff, Het inschrift van Gortnya in Kreta in: Nederlandsch Museum, 1887, p. 25-46